# Hall of Fame der deutschen Forschung
Die Hall of Fame der deutschen Forschung ist eine 2009 begonnene Aktion des Manager Magazins.
Mit der Aufnahme in die Hall of Fame der deutschen Forschung ehrt das Manager Magazin Wissenschaftler, deren Lebensleistung einen herausragenden Beitrag zur Weiterentwicklung der Forschung erbracht hat und die somit auch den Wirtschaftsstandort Deutschland im internationalen Wettbewerb zukunftsfähiger gemacht haben. Jährlich werden aktive Wissenschaftler sowie historische Laureaten in die Ruhmeshalle berufen.
Seit 2015 wird die Ehrung gemeinsam mit dem Merck-Konzern verliehen.
2018 wurde zum ersten Mal der Curious-Mind-Award an junge Wissenschaftler vergeben, deren exzellente Forschungsarbeiten schon heute Nutzanwendungen für die Wirtschaft erkennen lassen.

## Laureaten
| Jahr | Preisträger                 | Anmerkung |
| ---- | --------------------------- | --- |
| 2009 | Karlheinz Brandenburg       | Teamleiter bei der Entwicklung des Datenkomprimierungsstandards MP3 |
| 2009 | Peter Grünberg              | Nobelpreisträger für Physik des Jahres 2007 und Entdecker des Riesenmagnetowiderstands |
| 2009 | Werner Heisenberg           | Nobelpreisträger für Physik des Jahres 1932 und Begründer der Quantenmechanik (posthum) |
| 2009 | Feodor Lynen                | Nobelpreisträger für Medizin des Jahres 1964, Gründungsdirektor des Max-Planck-Instituts für Zellchemie – das heutige Max-Planck-Institut für Biochemie in Martinsried bei München, die Keimzelle der deutschen Biotech-Branche (posthum) |
| 2010 | Manfred Eigen               | Chemie-Nobelpreisträger des Jahres 1967 und langjähriger Direktor des Max-Planck-Instituts für biophysikalische Forschung in Göttingen |
| 2010 | Harald zur Hausen           | Medizin-Nobelpreisträger des Jahres 2008 und langjähriger Direktor des Deutschen Krebsforschungszentrums in Heidelberg |
| 2010 | Günter Spur                 | Pionier der modernen Produktionswissenschaften und „Vater der Fabrik von morgen“ |
| 2010 | Karl Ziegler                | Chemie-Nobelpreisträger von 1963 und langjähriger Direktor des Max-Planck-Instituts für Kohleforschung in Mülheim/Ruhr (posthum). |
| 2011 | Theodor W. Hänsch           | Direktor am Max-Planck-Institut für Quantenoptik und Leiter der Abteilung Laserspektroskopie |
| 2011 | Joachim Milberg             | Gründungspräsident der Deutschen Akademie der Technikwissenschaften („Acatech“) und Aufsichtsratsvorsitzender der BMW |
| 2012 | Christiane Nüsslein-Volhard | Entwicklungsbiologin in Tübingen, Medizin-Nobelpreisträgerin des Jahres 1995 |
| 2012 | Axel Ullrich                | Direktor am Max-Planck-Institut für Biochemie in Martinsried bei München |
| 2013 | Klaus von Klitzing          | Direktor am Max-Planck-Institut für Festkörperforschung in Stuttgart und Physik-Nobelpreisträger des Jahres 1985 |
| 2013 | Hans-Jörg Bullinger         | langjähriger Präsident der Fraunhofer-Gesellschaft |
| 2014 | Stefan Hell                 | Hell wurde geehrt „für die Entwicklung eines bahnbrechenden Mikroskopier-Verfahrens, das viel stärker vergrößert und präzisere Bilder liefert, als die Physik bisher für möglich hielt. Anders als bei der Elektronenmikroskopie, die nur totes Material untersuchen kann, lassen sich mit Hilfe der neuen Technik lebende Zellen beobachten, sogar einzelne Moleküle darstellen. Experten gehen davon aus, dass die Geräte aus Stefan Hells Labor die medizinische Diagnostik und Therapie in den nächsten Jahren revolutionieren.“ |
| 2014 | Ludwig Pohl                 | Pohl hat als Abteilungsleiter in der chemischen Forschung bei Merck maßgeblich die Entwicklung so genannter Flüssigkristalle vorangetrieben. Diese Verbindungen liefern die Basis für Flachbildschirme (LCD) in TV-Apparaten, in Notebook und Tablet-Computern, für Touch-Screens in Navigationsgeräten und Mobiltelefonen |
| 2015 | Gerhard Ertl                | Chemie-Nobelpreisträger des Jahres 2007 und emeritierter Direktor am Fritz-Haber-Institut der Max-Planck-Gesellschaft in Berlin |
| 2015 | Manfred Weck                | Maschinenbau-Professor und langjähriger Direktor des Werkzeugmaschinenlabors an der RWTH Aachen |
| 2016 | Jens Frahm                  | „Frahm erhielt die Auszeichnung für seine schnellen Kernspin-Untersuchungsverfahren in der medizinischen Diagnostik, die unter anderem Filmaufnahmen vom schlagenden Herzen ermöglichen.“ |
| 2016 | Franz Pischinger            | „Pischinger hat die Abgasreinigung bei Otto- wie bei Dieselmotoren stark verbessert, was die Schadstoffe weltweit reduziert hat.“ |
| 2017 | August-Wilhelm Scheer       | „Scheer erhielt die Auszeichnung für die Entwicklung einer Software-Architektur, die das digitale Managen aller Geschäftsprozesse eines Unternehmens erst auf breiter Basis möglich gemacht hat.“ |
| 2017 | Ernst-Ludwig Winnacker      | „für seine Verdienste als Mitbegründer des ‚Biotech Valley‘ im oberbayerischen Martinsried und als Präsident der Deutschen Forschungsgemeinschaft (DFG) sowie als Gründungs-Generalsekretär des Europäischen Forschungsrates (ERC).“ |
| 2018 | Franz-Ulrich Hartl          | wurde für die Entdeckung der Chaperone und ihrer Funktion bei der Formgebung zelleigener Proteinmoleküle und für die Erforschung von Wirkstoffen gegen defekte Chaperone gewürdigt. |
| 2019 | Karsten Danzmann            | für seine maßgebliche Beteiligung an der Entwicklung der sensiblen Messtechnik, mit der im Jahr 2015 Gravitationswellen nachgewiesen werden konnten. |
| 2020 | Emmanuelle Charpentier      | Chemie-Nobelpreisträgerin des Jahres 2020; für ihre grundlegenden Beiträge zur Entwicklung der CRISPR/CAS9-Methode. |
| 2021 | Uğur Şahin                  | für die gemeinsam mit ihrem Forscherteam bei BioNTech geleistete Entwicklung des ersten in Europa und den Vereinigten Staaten zugelassenen Impfstoffes gegen Covid-19. |
| 2021 | Özlem Türeci                | für die gemeinsam mit ihrem Forscherteam bei BioNTech geleistete Entwicklung des ersten in Europa und den Vereinigten Staaten zugelassenen Impfstoffes gegen Covid-19. |
| 2022 | Claudia Eckert              | Forschungen zur Cyber-Security |
| 2022 | Detlev Riesner              | Pionier der Biotech-Branche |
| 2023 | Claudia Felser              | Chemikerin am Max-Planck-Institut für Chemische Physik fester Stoffe |
| 2023 | Wolfgang Wahlster           | Gründungsdirektor Deutsches Forschungszentrum für Künstliche Intelligenz |